# إيلي كوك (سياسي)
إيلي كوك هو سياسي أمريكي، ولد في 23 يناير 1814 في بلاتين بريدج في الولايات المتحدة، وتوفي في 25 فبراير 1865 في بوفالو في الولايات المتحدة. نشط حزبياً في الحزب الديمقراطي.